# Macedônia Oriental e Trácia
A Macedônia (português brasileiro) ou Macedónia (português europeu) Oriental e Trácia é a periferia da Grécia que fica mais a oriente da sua parte continental. Faz fronteiras com a Macedônia Central a oeste, com a Bulgária a norte, com a Turquia a leste e com o mar Egeu a sul.
Está dividida nas prefeituras de Drama, Evros, Cavala, Ródope e Xanthi. A capital é Komotini.
A actual Trácia da Grécia é apenas uma pequena parte do antigo reino da Trácia, que se estendia por uma região hoje dividida entre a Bulgária, a Grécia e a Turquia.